# 小沼敏雄
小沼 敏雄（こぬま としお、1959年 - ）は日本のボディビルダー、スポーツ・トレーナー。
芝浦工業大学在学中、関東学生ボディビル選手権大会オープンの部にて3回優勝。
1983年、日本ボディビル選手権大会（通称ミスター日本）に初出場し2位。1984年に再び2位。1985年に初優勝し、1986年に欠場（優勝者は2年連続出場することは出来ないと思い込んでいた為）の後、1987年から1999年にかけて13連覇を果たし、14回優勝という未曾有の記録を打ち立てた。その圧倒的な強さは、当時のボディビル関連の雑誌に「やはり小沼か」と書かれるほどだった。1988年アジアボディビルディング選手権男子90kg以下級優勝。1989年アジアボディビルディング選手権男子85kg以下級優勝。その後、肩の故障によるブランクを乗り越え、2002年世界マスターズボディビル選手権大会40歳の部80kg級において優勝。

## 国際大会
日本ボディビル選手権で14回の優勝を遂げ、国際大会にも挑戦し、アジア選手権では2連覇を達成したが、一般の世界選手権では7位が最高だった。当人もウィークポイントと認める腕の太さや上半身の厚み不足で外国人選手に差をつけられた。しかし、2002年世界マスターズボディビル選手権大会40歳の部80kg級において優勝し、ついにミスターユニバースに輝いた。

## 主な出演作品

### 番組
- タモリ倶楽部

### ゲーム
- 超兄貴～究極…男の逆襲～（メサイヤ）